# Diederich Franz Leonhard von Schlechtendal
Diederich Franz Leonhard von Schlechtendal (27 de novembre de 1794, Xanten – 12 d'octubre de 1866, Halle) va ser un botànic alemany.
Va ser editor de la revista botànica Linnaea (des de 1826), i amb Hugo von Mohl (1805-1872), va publicar el Botanischen Zeitung (des de 1843).
Va fer investigacions importants en la flora de Mèxic portades a terme amb Adelbert von Chamisso (1781-1838), i basat en espècimens recollits per Christian Julius Wilhelm Schiede (1798-1836) i Ferdinand Deppe (1794-1861).

## Obres
- Animadversiones botanicae in Ranunculaceas, Berlin 1819–1820.
- Flora berolinensis, Berlin 1823–1824.
- Adumbrationes plantarum, 1825–1832.
- Flora von Deutschland, Jena 1840–1873 (amb Christian Eduard Langethal i Ernst Schenk; cinquena edició per Ernst Hallier 1880–1887).
- Hortus halensis, Halle 1841–1853.